# ASCII (laboratorio)
El Amsterdam Subversive Center for Information Interchange (ASCII), en español Centro Subversivo de Ámsterdam para el Intercambio de Información, es un laboratorio de comunicaciones okupado en la ciudad holandesa de Ámsterdam. La primera instalación fue hecha en 1997 con sede en el Herengracht. Desde esos tiempos el laboratorio se ha mudado a las siguientes localidades: Jodenbreestraat, Kinkerstraat, Kostverlorenkade y Wibautstraat. Al 2007 está localizado en Javastraat.
El primer interés del laboratorio fue proveer de un espacio para el trabajo con Internet gratuito para activistas y okupas, promover sistemas operativos de código abierto como Linux y programas de software libre como OpenOffice.org y Mozilla. En 2006 el grupo decidió dejar de ser un hacklab.